# Maja Dahlqvist
Maja Anna Linnéa Dahlqvist, född 15 april 1994 i Stora Tuna församling i Borlänge, är en svensk längdskidåkare, uppvuxen i Borlänge. Hon tävlar i Sverige för Falun-Borlänge SK och är som medlem av landslaget trefaldig VM-guldmedaljör i sprintstafett (2019, 2021 och 2025).
Vid OS 2022 tog Dahlqvist tre medaljer. Silver i sprint och sprintstafett och ett brons i damernas stafett över 4x5 km.

## Karriär

### 2018–2020
Den 13 januari 2018 tog Maja Dahlqvist sin första pallplats i världscupen när hon slutade på en andraplats i sprinten i Dresden. Dagen efter spurtade hon ner Stina Nilsson i sprintstafetten och förde Sveriges andralag till seger. Även 2019 var hon tvåa i Dresden i den individuella sprinten och vann tillsammans med Stina Nilsson sprintstafetten, där hon besegrade Jonna Sundling och Maiken Caspersen Falla på upploppet.
Säsongen 2018/19 var en stor framgång för Maja Dahlqvist då hon tog sju individuella pallplatser i världscupen och två segrar i sprintstafett och slutade som total trea i sprintvärldscupen. Dessutom blev hon tillsammans Stina Nilsson under VM i Seefeld 2019 världsmästare i sprintstafett.
Det svenska längdlandslaget fick efter säsongen en bonus på 100 000 kronor per åkare då målet på 30 pallplatser i världscupen infriats. Dahlqvist fick dock inte ta del av denna bonus trots att hon med sju av de 37 pallplatserna var en av dem som bidrog till att målet blev nått. Anledningen var att hon tillhörde B-landslaget. Dahlqvist fick till slut ändå betalt för sina framgångar då B-landslagets sponsor (Bauhaus) gick in och betalade 20 000 kronor per pallplats (sammanlagt 140 000 kronor)
Under säsongen 2019/20 fortsatte framgångarna i sprintsammanhang. Hon vann två sprintstafetter i världscupen (i Planica och Dresden) – tillsammans med nya parkamraten Linn Svahn. Dessutom fick hon pröva på 4x5 km-stafett, där hon deltog i det lag som vid världscuptävlingarna i Lahtis åkte in på en tredjeplats.

### 2021–
I februari och mars 2021 var Dahlqvist en del av det framgångsrika svenska skidlandslaget under VM i Oberstdorf. Där blev det åter guld i sprintstafett, denna gång i lag med Jonna Sundling. Under världscupsäsongen vann hon sedan sprinttävlingen som avgjordes i Ulricehamn.
Säsongen 2021/22 inledde Dahlqvist med sin andra individuella världscupseger i sprintpremiären i finländska Ruka. Helgen därpå följde hon upp med vinst i norska Lillehammer, och hon blev därmed den första åkaren sedan 2014 att vinna de två inledande sprinttävlingarna. Dahlqvist fortsatte med att även vinna VC-sprintarna i Davos den 11 december och i Dresden den 18 december. Detta medförde att hon säsongen 2021/22 vann den totala sprintcupen.
Efter sprintsegrarna under säsongen målades Dahlqvist av media upp som storfavorit till att ta ett OS-guld i disciplinen. Dessutom sågs hon som ett av Sveriges största guldhopp sett över hela truppen.

#### OS 2022
Vid de olympiska vinterspelen 2022 i Peking tog Maja Dahlqvist ett silver i sprint efter att ha gått i mål bakom Jonna Sundling. Några dagar senare var hon dessutom en del av det lag, tillsammans med Ebba Andersson, Frida Karlsson och Jonna Sundling, som tog brons för Sverige i stafetten.
Även i sprintstafetten blev det en medalj för favorittippade Dahlqvist och Jonna Sundling. Dahlqvist tappade några sekunder på sin sista sträcka men fick ändå se Sundling gå ikapp och ta sig förbi den ledande trion inför upploppet. Väl där fick hon dock ge sig för segrande Tyskland som tog en överraskande seger före svenskorna.

## Resultat

### Pallplatser i världscupen

#### Individuella pallplatser
Dahlqvist har 32 individuella pallplatser i världscupen: sex segrar, fjorton andraplatser och tolv tredjeplatser.
| Säsong  | Datum            | Plats         | Disciplin         | Placering |
| ------- | ---------------- | ------------- | ----------------- | --------- |
| 2017/18 | 13 januari 2018  | Dresden       | Sprint (fristil)  | 2:a       |
| 2018/19 | 24 november 2018 | Ruka          | Sprint (klassisk) | 2:a       |
| 2018/19 | 15 december 2018 | Davos         | Sprint (F)        | 3:a       |
| 2018/19 | 12 januari 2019  | Dresden       | Sprint (F)        | 2:a       |
| 2018/19 | 19 januari 2019  | Otepää        | Sprint (K)        | 3:a       |
| 2018/19 | 9 februari 2019  | Lahtis        | Sprint (F)        | 3:a       |
| 2018/19 | 16 mars 2019     | Falun         | Sprint (F)        | 3:a       |
| 2018/19 | 22 mars 2019     | Québec        | Sprint (F)        | 2:a       |
| 2019/20 | 11 januari 2020  | Dresden       | Sprint (F)        | 3:a       |
| 2020/21 | 27 november 2020 | Ruka          | Sprint (K)        | 2:a       |
| 2020/21 | 9 januari 2021   | Val di Fiemme | Sprint (K)        | 2:a       |
| 2020/21 | 6 februari 2021  | Ulricehamn    | Sprint (F)        | 1:a       |
| 2021/22 | 26 november 2021 | Ruka          | Sprint (K)        | 1:a       |
| 2021/22 | 3 december 2021  | Lillehammer   | Sprint (F)        | 1:a       |
| 2021/22 | 11 december 2021 | Davos         | Sprint (F)        | 1:a       |
| 2021/22 | 18 december 2021 | Dresden       | Sprint (F)        | 1:a       |
| 2021/22 | 26 februari 2022 | Lahtis        | Sprint (F)        | 3:a       |
| 2021/22 | 11 mars 2022     | Falun         | Sprint (K)        | 3:a       |
| 2022/23 | 3 december 2022  | Lillehammer   | Sprint (F)        | 2:a       |
| 2022/23 | 31 december 2022 | Val Müstair   | Sprint (F)        | 2:a       |
| 2022/23 | 21 januari 2023  | Livigno       | Sprint (F)        | 2:a       |
| 2022/23 | 28 januari 2023  | Les Rousses   | Sprint (K)        | 3:a       |
| 2022/23 | 3 februari 2023  | Toblach       | Sprint (F)        | 2:a       |
| 2022/23 | 18 mars 2023     | Falun         | Sprint (F)        | 3:a       |
| 2023/24 | 27 januari 2024  | Goms          | Sprint (F)        | 2:a       |
| 2023/24 | 10 februari 2024 | Canmore       | Sprint (F)        | 2:a       |
| 2023/24 | 3 mars 2024      | Lathis        | Sprint (F)        | 3:a       |
| 2024/25 | 30 november 2024 | Ruka          | Sprint (K)        | 3:a       |
| 2024/25 | 18 januari 2025  | Les Rousses   | Sprint (K)        | 2:a       |
| 2024/25 | 25 januari 2025  | Engadin       | Sprint (F)        | 3:a       |
| 2024/25 | 1 februari 2025  | Cogne         | Sprint (K)        | 1:a       |
| 2024/25 | 19 mars 2025     | Tallinn       | Sprint (F)        | 2:a       |

#### Pallplatser i lag
I lag har Dahlqvist tretton pallplatser i världscupen: sju segrar, fyra andraplats och två tredjeplatser.
| Säsong  | Datum            | Plats       | Disciplin             | Placering | Lagkamrat(er)                    |
| ------- | ---------------- | ----------- | --------------------- | --------- | -------------------------------- |
| 2017/18 | 14 januari 2018  | Dresden     | Sprintstafett (F)     | 1:a       | Ida Ingemarsdotter               |
| 2018/19 | 13 januari 2019  | Dresden     | Sprintstafett (F)     | 1:a       | Stina Nilsson                    |
| 2018/19 | 10 februari 2019 | Lahtis      | Sprintstafett (K)     | 1:a       | Ida Ingemarsdotter               |
| 2019/20 | 22 december 2019 | Planica     | Sprintstafett (F)     | 1:a       | Linn Svahn                       |
| 2019/20 | 12 januari 2020  | Dresden     | Sprintstafett (F)     | 1:a       | Linn Svahn                       |
| 2019/20 | 1 mars 2020      | Lahtis      | 4 x 5 km stafett      | 3:a       | Kalla / Karlsson / Öhrn          |
| 2020/21 | 7 februari 2021  | Ulricehamn  | Sprintstafett (F)     | 2:a       | Linn Svahn                       |
| 2021/22 | 18 december 2021 | Dresden     | Sprintstafett (F)     | 1:a       | Jonna Sundling                   |
| 2022/23 | 11 december 2022 | Beitostølen | 4 x 5 km mixedstafett | 3:a       | Poromaa / Karlsson / Halfvarsson |
| 2022/23 | 22 februari 2023 | Livigno     | Sprintstafett (F)     | 1:a       | Linn Svahn                       |
| 2023/24 | 26 januari 2024  | Goms        | 4 x 5 km mixedstafett | 2:a       | Häggström / Andersson / Anger    |
| 2024/25 | 31 januari 2025  | Cogne       | Sprintstafett (K)     | 2:a       | Johanna Hagström                 |
| 2024/25 | 22 mars 2025     | Lahti       | Sprintstafett (F)     | 2:a       | Johanna Hagström                 |

#### Totala säsongsresultat
| Säsong  | Discipliner | Discipliner | Discipliner | Discipliner | Discipliner | Discipliner | Tourer      | Tourer      | Tourer    |
| Säsong  | Totalt      | Totalt      | Distans     | Distans     | Sprint      | Sprint      | Nord. öppn. | Tour de Ski | VC- avsl. |
| Säsong  | Poäng       | Plac.       | Poäng       | Plac.       | Poäng       | Plac.       | Nord. öppn. | Tour de Ski | VC- avsl. |
| ------- | ----------- | ----------- | ----------- | ----------- | ----------- | ----------- | ----------- | ----------- | --------- |
| 2014/15 | 51          | 71:a        | 0           | –           | 51          | 38:e        | –           | –           | i.u.      |
| 2015/16 | 32          | 65:e        | 0           | –           | 32          | 46:e        | –           | –           | –         |
| 2016/17 | 18          | 91:a        | –           | –           | 18          | 55:e        | –           | –           | –         |
| 2017/18 | 129         | 45:e        | 2           | 79:e        | 127         | 17:e        | –           | –           | 37:e      |
| 2018/19 | 672         | 9:e         | 108         | 31:a        | 482         | 3:e         | 22:a        | –           | 8:e       |
| 2019/20 | 246         | 30:e        | 16          | 60:e        | 220         | 9:e         | 45:e        | –           | i.u.      |
| 2020/21 | 491         | 13:e        | 135         | 19:e        | 244         | 4:a         | 8:e         | 19:e        | i.u.      |
| 2021/22 | 645         | 10:e        | 7           | 70:e        | 638         | 1:a         | i.u.        | –           | i.u.      |
| 2022/23 | 1236        | 8:e         | 292         | 30:e        | 944         | 1:a         | i.u.        | –           | i.u.      |
| 2023/24 | 913         | 20:e        | 90          | 56:e        | 823         | 4:a         | i.u.        | –           | i.u.      |

### Olympiska spel
Dahlqvist har deltagit i ett olympiskt vinterspel och har vunnit tre medaljer: två silver och ett brons.
| Tävling     | 10 km | Skiathlon | 30 km | Sprint | Stafett | Lagsprint |
| ----------- | ----- | --------- | ----- | ------ | ------- | --------- |
| Peking 2022 | —     | —         | —     | Silver | Brons   | Silver    |

### Världsmästerskap
| Tävling         | 10 km | Skiathlon | 30 km | Sprint | Stafett | Lagsprint |
| --------------- | ----- | --------- | ----- | ------ | ------- | --------- |
| Seefeld 2019    | —     | —         | —     | 6:e    | —       | Guld      |
| Oberstdorf 2021 | —     | —         | —     | 9:e    | —       | Guld      |
| Planica 2023    | 10:a  | —         | —     | Brons  | Brons   | —         |

| Tävling        | 10 km | Skiathlon | 50 km | Sprint | Stafett | Lagsprint |
| -------------- | ----- | --------- | ----- | ------ | ------- | --------- |
| Trondheim 2025 | —     | -         | 17:e  | 4:e    | —       | Guld      |